# 霍穆托沃 (奥廖尔州)
霍穆托沃（羅馬化：Khomutovo）是俄罗斯奥廖尔州的市级镇、新杰列夫尼亚区行政中心及规模最大聚居地，地处奥廖尔州东部，位于州府奥廖尔东偏南方。镇北部设有同名铁路车站。
该地2022年人口有3,961人；2010年人口4,231；2002年人口4,710；1989年人口4,753。